# Garden Ridge (Texas)
Garden Ridge est une ville située au sud du comté de Comal, au Texas, aux États-Unis,. Il est incorporé en 1972.

## Démographie
Lors du recensement de 2010, la ville comptait une population de 3 259 habitants. Elle est également estimée, en 2016, à 3 957 habitants.

### Source de la traduction
- (en) Cet article est partiellement ou en totalité issu de l’article de Wikipédia en anglais intitulé « Garden Ridge, Texas » (voir la liste des auteurs).